# Only Daddy That'll Walk the Line
Only Daddy That'll Walk the Line è il ventiseiesimo album di Waylon Jennings, pubblicato nell'ottobre del 1973 dalla RCA Camden Records e prodotto da Chet Atkins.
Si tratta di una raccolta di brani già pubblicati in precedenti albums.

## Tracce
1. Only Dadddy That'll Walk the Line (Ivy J. Bryant) – Tratto dall'album Only the Greatest (1968)
2. California Sunshine (Harlan Howard) – Tratto dall'album Only the Greatest (1968)
3. Stop the World (And Let Me Off) (Carl Belew, W.S. Stevenson) – Tratto dall'album Folk Country (1966)
4. Let Me Talk to You (Danny Dill, Don Davis) – Tratto dall'album Hangin' On (1968)
5. Nashville Bum (Waylon Jennings, Glenn Corbin, Frankie Miller) – Tratto dall'album Nashville Rebel (1966)
6. Money Cannot Make the Man (Jay Glaser) – Tratto dall'album Love of the Common People (1967)
7. Another Bridge to Burn (Harlan Howard) – Tratto dall'album Folk Country (1966)
8. See You Around (On Your Way Down) (Harlan Howard) – Tratto dall'album Jewels (1968)
9. Rings of Gold. (Gene Thomas) – Tratto dall'album Just to Satisfy You (1969)

## Musicisti
- Waylon Jennings - voce, chitarra